# Marina Bay Street Circuit
Marina Bay Street Circuit (kendt som Singapore Grand Prix Street Circuit) er en gade motorsportsbane ved Marina Bay i centrum af Singapore. Banen har siden åbningen i 2008, lagt asfalt til Formel 1-løbet Singapores Grand Prix.

## Historie
Fra 2008-sæsonen skulle der afholdes et Formel 1 Grand Prix i Singapore. Løbet skulle køres på en gadebane, og konstruktionen af anlægget begyndte i august 2007. Banens design er lavet af den amerikanske virksomhed KBR, som er en modificeret udgave af den tyske banearkitekt Hermann Tilkes første forslag. Pitområdet på banen blev opført på et tidligere ubebygget område øst for Republic Boulevard, nær ved det store pariserhjul Singapore Flyer.
Banen blev officielt indviet 31. august 2008, og 28. september samme år kunne Fernando Alonso vinde det første F1 Grand Prix i Singapore.

## Banen
Siden debutløbet i 2008, er den samme rute i byen blevet benyttet. Der er to gange blevet lavet små ændringer, men dette var kun fjernelse og tilføjelse af chikaner. Siden 2015 har længden været 5.065 km, hvor den oprindelige var på 5,073 km.
Fra pitområdet og start/mål-langsiden, går banen under Benjamin Sheares Bridge til Republic Boulevard, og derefter vestover langs Raffles Boulevard. Den fortsætter så langs Nicoll Highway, Stamford Road og Saint Andrew's Road, rundt om Padang og forbi rådhuset. Banen går derfra over Anderson Bridge, forbi Fullerton Hotel, og via et skarpt venstresving ud til Esplanade – Theatres on the Bay ved Merlion Park. Etter at have passeret Esplanade, svinger den til højre, ind på Raffles Avenue og østover langs Marina Bay. Ved verdens største flydende scene, The Float at Marina Bay passerer banen under tribunene i en kort tunnel, og går derefter rundt om Singapore Flyer, og ind på start/mål-langsiden igen.

## Vindere af Formel 1 i Singapore
| År   | Vinder           | Konstruktør      | Dæk | Tid           | Banelængde | Runder | Fart         | Dato          |
| ---- | ---------------- | ---------------- | --- | ------------- | ---------- | ------ | ------------ | ------------- |
| 2008 | Fernando Alonso  | Renault          | B   | 1:57:16,304 t | 5,067 km   | 61     | 158,139 km/t | 28. september |
| 2009 | Lewis Hamilton   | McLaren-Mercedes | B   | 1:56:06,337 t | 5,067 km   | 61     | 159,656 km/t | 27. september |
| 2010 | Fernando Alonso  | Ferrari          | B   | 1:57:53,579 t | 5,067 km   | 61     | 157,422 km/t | 26. september |
| 2011 | Sebastian Vettel | Red Bull-Renault | P   | 1:59:06,757 t | 5,073 km   | 61     | 155,810 km/t | 25. september |
| 2012 | Sebastian Vettel | Red Bull-Renault | P   | 2:00:26,144 t | 5,073 km   | 591    | 149,044 km/t | 23. september |
| 2013 | Sebastian Vettel | Red Bull-Renault | P   | 1:59:13,132 t | 5,065 km   | 61     | 155,426 km/t | 22. september |
| 2014 | Lewis Hamilton   | Mercedes         | P   | 2:00:04,795 t | 5,065 km   | 601    | 151,780 km/t | 21. september |
| 2015 | Sebastian Vettel | Ferrari          | P   | 2:01:22,118 t | 5,065 km   | 61     | 152,673 km/t | 20. september |
| 2016 | Nico Rosberg     | Mercedes         | P   | 1:55:48,950 t | 5,065 km   | 61     | 159,993 km/t | 18. september |
| 2017 | Lewis Hamilton   | Mercedes         | P   | 2:03:23,543 t | 5,065 km   | 58     | 142,780 km/t | 17. september |